# Rivarossi
(Alessandro Rossi)
La Rivarossi è stata la prima e, per molti anni, la più famosa ditta costruttrice di modelli ferroviari in Italia.
Sebbene in Europa e negli Stati Uniti d'America esistessero già da molti anni ditte specializzate nello stesso settore, la Rivarossi contribuì decisamente alla separazione definitiva del treno giocattolo dal "modello". Quest'ultimo era ed è caratterizzato da una maggiore attenzione alla riproduzione fedele e in scala dei suoi prototipi.
Si distinse, inoltre, per originali innovazioni tecnologiche che le permisero, insieme a un'attenzione alla clientela inconsueta nel mondo della produzione di massa, di far nascere un mercato interno per i suoi prodotti e d'inserirsi rapidamente e stabilmente nei più importanti mercati mondiali.

## Storia

### Le origini
La Rivarossi fu fondata il 31 ottobre 1945 come società in accomandita semplice dall'ingegner Alessandro Rossi (Schio, 1921 - Cortina d'Ampezzo, 2010), discendente dell'imprenditore ottocentesco Alessandro Rossi, che rilevò una fabbrica di commutatori elettrici (Apparecchi Strumenti Aeronautici snc) di cui era già comproprietario il ragionier Antonio Riva (uscito dalla società il 24 ottobre 1946).
Gli inizi furono in un garage di quattro locali adattato ad officina dislocato nel primo e più piccolo cortile di servizio della settecentesca Villa Bassi - Roncaldier di Albese (Como), ma già nel 1947 venne inaugurato lo stabilimento (una palazzina uffici e un capannone doppio), costruito dall'impresa Mario Faverio su terreni di proprietà della madre di Rossi, a Sagnino presso Como, che sarà la sede definitiva fino al 2000.
All'inizio volle caratterizzarsi come produttrice di "giocattoli scientifici" oltre che di modelli ferroviari, e nei primi anni produsse anche scatole di costruzioni metalliche ispirate al Meccano.
In Europa contribuì decisamente al passaggio dal treno giocattolo al "modello", con maggiore attenzione alla riproduzione fedele e in scala dei treni.
Fino ad allora le maggiori marche europee, in particolare la Märklin e la Trix, insieme alla Hornby (che produceva anche il Meccano), producevano principalmente treni giocattolo, in latta o fusione di metallo. La scala faceva approssimativamente riferimento alla 00 inglese (1:76), "ma fondamentalmente mancava, da parte di tutti i costruttori, la ricerca della scala esatta" (Giorgio Giuliani).
Successivamente Alessandro Rossi, diventato consulente tecnico del MOROP, promosse la redazione delle norme tecniche unificatrici europee NEM, ispirandosi a quelle statunitensi emanate dalla NMRA che già erano seguite per la produzione della sua ditta destinata a quel mercato.
Nel 1946 venne presentato il primo modello, quello dell'automotrice elettrica E.700 delle Ferrovie Nord Milano, insieme a un primo complesso di binari e componentistica di comando. Nello stesso anno la ditta espose alla Fiera Campionaria di Milano il suo primo assortimento con un plastico ferroviario. Un anno dopo il modello di un'automotrice Diesel delle FS segnò l'inizio della transizione dal giocattolo di lusso al modello.
Fin dal 1947 internazionalizzò la produzione affiancando all'assortimento per il mercato italiano quello per il mercato statunitense.
Dai primi anni cinquanta acquisì la rappresentanza esclusiva per l'Italia di alcune delle più importanti ditte straniere produttrici di materiali accessori per il modellismo ferroviario. Nel 1955 iniziarono i lavori di ampliamento della fabbrica con un nuovo capannone a quattro falde nel quale venne insediato il reparto torneria.

### Il successo
Nel 1957 realizzò un'importante fornitura di materiale rotabile in scala H0 per l'americana Lionel, una delle prime e più importanti ditte del settore e allora la più grande industria di giocattoli al mondo. Lionel produceva solo in scala 0 e per entrare rapidamente nel mercato dell'H0 si affidò alla produzione Rivarossi. In quel periodo il capannone della torneria fu prima ampliato lateralmente e poi rialzato di un piano apponendovi sulla facciata il logo "Rivarossi", infine nel 1961 si eseguì la sopraelevazione della palazzina uffici (in soli cinque mesi e senza mai sospendere l’attività lavorativa al piano sottostante), raggiungendo la situazione edificatoria che sarà quella definitiva e rimarrà tale fino alla cessazione dell’attività nel 2000 e all’abbattimento degli stabili nel 2008.
All'inizio degli anni sessanta, dapprima grazie ad accordi con la tedesca Trix. e poi autonomamente, iniziò la produzione di modelli per i ricchi mercati tedesco e svizzero.
Nel 1963 la Rivarossi acquisì la quota di Corrado Muratore, uno dei fondatori della Pocher, la quale aveva sviluppate proprie linee produttive nella sua sede di Torino. 
La produzione di modelli ferroviari già Pocher venne trasferita da Torino a Como nel 1965-1966. L'uscita di Arnaldo Pocher dalla ditta da lui fondata (1968) e l'incendio dello stabilimento torinese (1972), con altri eventi, condussero l'ormai Divisione Pocher all'abbandono della produzione di modelli ferroviari.
Nel 1968 iniziò la produzione dei modelli in scala N (1:160), dapprima in collaborazione con l'americana ATLAS, poi autonomamente fino al 1993, quindi insieme alla Lima e dal 1996 anche con l'Arnold Rapido.
Nel 1969 aggiunse alla produzione nella scala H0 quella nella scala 0 (1:45), che continuò fino al 1988.
Dopo avere ricevuto per tre volte il premio Pinocchio d'oro (nel 1962 per la serie di modelli in scatola di montaggio TrenHObby, nel 1963 per il Sistema Tramway e nel 1964 per la serie di modelli verniciati a imitazione dell'ottone Modello HO Oro), all'inizio degli anni settanta la sua produzione, giudicata favorevolmente e premiata dalla stampa tecnica e dalle associazioni di appassionati straniere, aveva ormai una forte e radicata presenza nei principali mercati mondiali.
Verso il 1970 aveva circa 300 dipendenti oltre a circa 600 collaboratori esterni, tra cui gli stampisti. In quegli anni la dirigenza considerò la possibilità di delocalizzare la produzione (a Hong Kong), ma l'esito dei controlli di qualità eseguiti su alcuni lotti di provini e considerazioni di opportunità nel rapporto coi dipendenti anche dell'indotto indussero a mantenere la produzione in Italia.

### Le crisi
Dopo avere superate con successo alcune crisi industriali, specialmente nel 1974 e nel 1981, quest'ultima causata dal fallimento dell'AHM (grazie a essa all'epoca il mercato statunitense assorbiva gli otto decimi della produzione), Alessandro Rossi nel 1984 lasciò le cariche sociali. Subentrò una nuova proprietà (Rivarossi Nuova Gestione), presieduta da Giorgio Dalla Costa, industriale proveniente dal settore farmaceutico che portò in azienda nuovi capitali, coll'ingegner Alessandro Rossi junior (cugino del fondatore) quale amministratore delegato e direttore tecnico (dal 1984 al 1990), e poi vicepresidente (dal 1991 al 2000).
Mentre i mutati gusti dei consumatori più giovani e l'evoluzione del fermodellismo inducevano la dirigenza aziendale ad abbandonare le linee produttive destinate ai principianti (come le confezioni d'avvio) e al fermodellista costruttore di modelli e di plastici, e a indirizzarsi ai collezionisti, nel 1990 cambiò nuovamente l'assetto societario ed iniziò una fase di acquisizioni di ditte concorrenti: nel 1992 viene acquisita la Lima, a cui seguirono la tedesca Arnold e la francese Jouef.
Ritiratisi il Dalla Costa e gli altri dirigenti del primo periodo "post-Rossi", nel 2000 si ebbe un nuovo assetto societario: con una curiosa alchimia finanziaria venne costituita la Lima SpA con sede a Brescia, e la Rivarossi divenne ora una divisione della ditta che otto anni prima aveva acquisito. Furono chiusi lo storico stabilimento di Como (in località Sagnino) e quelli di Champagnole (Jouef) e Muhlhausen (Arnold), e la produzione viene concentrata nello stabilimento Lima a Isola Vicentina.

### La fine
Dopo alcuni anni di convulse vicissitudini gestionali e finanziarie e nonostante un tentativo di salvataggio in extremis da parte di una cordata d'imprenditori vicentini, sostenuta anche da ex dirigenti e dipendenti della Lima e della Rivarossi, nel settembre 2004 il gruppo cessò le attività e venne successivamente acquisito per otto milioni di euro dall'inglese Hornby (altra storica marca del settore), che da allora continua a produrre col marchio Rivarossi ma in Cina. Il comunicato di Hornby relativo all'acquisizione del Gruppo Lima comprendente i marchi Rivarossi, Lima, Jouef, Arnold, Pocher è del 16 dicembre 2004.
La sede di Como ospitava una vastissima raccolta di modelli costruiti dalle principali ditte del settore italiane e straniere. Dopo la chiusura dello stabilimento essa fu trasferita prima a Vicenza e poi presso la sede della Hornby nel Regno Unito, che espose al pubblico pochi pezzi nel proprio museo. La restante maggior parte di essa, smentendo varie assicurazioni date agli ambienti fermodellistici italiani e nonostante le loro proteste, dalla stessa Hornby inglese fu venduta a operatori commerciali e da questi a collezionisti privati.
Da interviste al personale pubblicate dalla stampa specializzata e d'informazione si sa che gli archivi interni sarebbero stati, almeno in parte, distrutti.
Nei mesi di aprile e maggio 2008 lo storico stabilimento di Sagnino, in via Pio XI (già via della Conciliazione), fu demolito per fare spazio a nuovi edifici di abitazioni e locali commerciali. Costruito nel 1947 dall'Impresa Mario Faverio di Como con carpenteria metallica realizzata dall'Antonio Badoni di Lecco, era in disuso dall'anno 2000.
Il Comune di Como ha fatto propria una proposta d'intitolare al fondatore dell'azienda il piazzale prospiciente l'area dove sorgeva lo stabilimento, in cui, il 3 marzo 2013, è stato scoperto un monumento dedicato a lui e all'azienda.
Nel 2012 è stata diffusa la proposta di costituire, a Como o nella sua area territoriale, un museo-centro di documentazione dell'attività e della produzione della Rivarossi.

## Rapporto con la clientela

### H0 Rivarossi
Come altre aziende del settore, tra il 1954 e il 1967 pubblicò una rivista bimestrale, HO Rivarossi, dedicata alla promozione del modellismo ferroviario e alla divulgazione della storia e della tecnologia delle ferrovie reali, e perciò con obiettivi più ampi di quelli di un normale periodico aziendale. Essa aveva "seimila lettori".
Negli ultimi tre anni la rivista fu inserita, come supplemento interno, nella rivista Italmodel Ferrovie, fondata, diretta ed edita dal 1951 al 1974 dal pioniere del fermodellismo italiano Italo Briano (Savona, 1901 - Milano, 1985), fondatore e primo presidente della Federazione italiana modellisti ferroviari e amici della ferrovia (di essa Alessandro Rossi, socio della prima ora, fu anche consulente tecnico e vicepresidente) e della federazione MOROP (acronimo di Verband der Modelleisenbahner und Eisenbahnfreunde Europas/Union Européenne des Modélistes Ferroviaires et des Amis des Chemin de Fer).

### I collaboratori
Tra i collaboratori di HO Rivarossi va citato Zeta-Zeta, pseudonimo dell'ingegner Bruno Bonazzelli (Loreto 1895-Milano 1984), ispettore del Servizio Impianti elettrici e segnalamento delle FS e tra l'altro ricostruttore dell'Officina Apparati Centrali di Milano dove lavorò Achille Cardani, promotore del Museo ferroviario di Roma (inaugurato nel 1954) e poi, con altri, della Sezione ferroviaria del Museo nazionale della scienza e della tecnologia Leonardo da Vinci e del Museo nazionale ferroviario di Pietrarsa, che pubblicò ampi articoli sulla storia della trazione a vapore e della trazione elettrica in Italia e in Europa, e una nutrita serie di schede tecniche sulle locomotive a vapore delle FS.
Un altro collaboratore molto attivo era ACu, acronimo di Aldo Cuneo, nato a Genova, ragioniere, rappresentante commerciale per la Liguria e collaboratore della rivista Italmodel ferrovie, che non esitò, in nome del crescente realismo propugnato dalla Rivarossi, ad assumere posizioni autonome rispetto a quelle assunte dal Briano negli anni cinquanta.
Sintomatico il caso di Silvano Bevini, (Modena, 1930-Modena, 2016), perito industriale e appassionato modellista che aveva presentato in HO Rivarossi molte sue realizzazioni, e che fu assunto dalla stessa Rivarossi divenendo uno dei componenti della direzione dell'Ufficio tecnico.
La parte grafica della rivista era curata da Amleto Dalla Costa, presso il cui studio lavorava anche Giorgio Mizzi (Milano, 1940-Buxtehude, 2008), autore dal 1962 al 1971 delle tavole di copertina dei cataloghi generali di vendita. I testi dei cataloghi, all'origine e per molti anni scritti personalmente da Alessandro Rossi, a partire dagli anni Settanta furono in gran parte stesi da Silvano Bevini.

### Formare gli appassionati
L'attenzione alla clientela non limitata alla garanzia e al post-vendita, espletata tanto dai tecnici della sede centrale quanto dalla rete commerciale e dai riparatori insieme ai dettaglianti (spesso essi stessi appassionati, come i citati Aldo Cuneo e Domenico Tromby), oltre che tramite la rivista HO Rivarossi, aveva caratteri innovativi per il mondo industriale italiano dell'epoca.
In un'epoca in cui la cultura elettrotecnica del fermodellista italiano medio non era molto elevata, anche a causa della bassa scolarità, fu fatta divulgazione non banale sulla componentistica e sugli schemi elettrici.
Un punto di forza delle politiche aziendali fu la vendita al pubblico di tutte le parti di ricambio, descritte in appositi cataloghi anch'essi offerti in vendita. Generazioni di fermodellisti hanno iniziato a costruire modelli assenti dal mercato grazie a quella disponibilità, e HO Rivarossi promuoveva la loro attività con le sue rubriche "Diamoci da fare" e "I nostri lettori all'opera". Nel panorama fermodellistico internazionale questa politica aziendale aveva pochi precedenti.

## Innovazioni

### I brevetti
Durante la sua attività, la Rivarossi ha introdotto diverse innovazioni, alcune delle quali brevettate, poi seguite anche dalle principali industrie di modellismo italiane e straniere. Si possono citare le principali:
- 1946: utilizzo di materiali plastici per le carrozzerie e altre parti dei modelli. Precedentemente tutti i costruttori utilizzavano il metallo, con la pressofusione o il lamierino tranciato.[79]
- 1947: introduzione, fra le prime ditte in Europa e nel Mondo, del sistema in corrente continua a due rotaie[80][81][82] (dal 1947 al 1955 tutti i modelli, i binari e la componentistica vennero prodotti anche per il sistema a corrente alternata a tre rotaie[83], data la presenza sul mercato delle produzioni Märklin che utilizzavano il sistema con binario a tre rotaie alimentato a corrente alternata.)
- 1947-1950: brevetto di un gancio telecomandabile (poi non entrato in produzione[Nota 23]).
- 1951-1958: brevetto per l'utilizzo di micromolle per i carrelli.
- 1951-1958: brevetto dei soffietti di intercomunicazione in gomma.
- 1956-1960: brevetto di un sistema di blocco automatico con controllo dei segnali.
- 1956-1960: brevetto di assi con punte coniche e sedi di rotazione coniche.
- 1966-1970: brevetto di diffusore in plastica trasparente per l'illuminazione interna delle carrozze.
- 1966-1970: brevetto di trasmissione del moto a tutti gli assi, azionata da un solo motore, per i modelli di locomotive articolate.
- 1971-1975: brevetto di un dispositivo elettronico per la generazione dei suoni delle locomotive.
- 1976-1980: brevetto di un dispositivo elettronico per l'illuminazione interna dei modelli con intensità costante.
- 1976-1980: brevetto di un dispositivo per la generazione elettronica dei suoni delle locomotive caratterizzati per tipo.
- 1981-1985: brevetto della carenatura mobile dei carrelli, che ne consente l'inscrizione anche in curve di raggio minimo senza semplificazioni della riproduzione.
- 1986-1990: brevetto del S-Drive: nuovo tipo di trasmissione del moto, alternativa alla vite senza fine e con generazione dell'inerzia di frenatura (alternativa alla trasmissione con volano).

Va citato fra le innovazioni anche il gancio, studiato dall'azienda per non dovere pagare i diritti di brevetto ad altre ditte, che negli anni Sessanta fu perfezionato per consentire un maggiore realismo delle manovre.

### Innovazioni non commercializzate
Vanno citati anche gli studi, stimolati dalla presenza sul mercato di analoghi dispositivi di altre ditte europee e statunitensi e datati al 1962 circa, di dispositivi pneumatici ad azionamento meccanico che avrebbero consentito l'emissione del fumo dal camino delle locomotive a vapore sincronizzandola con la velocità e generando quindi una riproduzione realistica dei "colpi di scappamento".

## Produzione

### Un cinquantennio di produzione
Il catalogo storico ufficiale del cinquantenario elenca 3568 locomotive, carri e carrozze in H0, 712 in N e 139 in 0.
Fin dal 1947, oltre alle linee produttive di modelli alimentati a corrente continua per il sistema a due rotaie vengono prodotti anche modelli per il sistema a corrente alternata a tre rotaie introdotto e diffuso dalla Märklin.
Inoltre, fin dal 1948, vengono prodotti modelli semplificati di prezzo più accessibile al consumatore medio, con l'obiettivo di allargare il mercato. Apparsi in varie "serie" ("Standard 48", ""rr", "Junior") sono rimaste in catalogo fino agli anni Novanta, quando i mutati gusti dei consumatori più giovani e l'evoluzione del fermodellismo indussero la dirigenza aziendale a concentrarsi solo su prodotti di "fascia alta", destinati a un mercato via via più esigente e che tendeva ad abbandonare il fermodellismo per il collezionismo statico.
Fin dall'inizio offrirà molti prodotti in scatola di montaggio, a prezzi più bassi di quelli dei modelli già montati. Dal 1962 tale linea confluirà in una "serie" avente una sua caratterizzazione d'immagine, che scomparirà solo negli anni Novanta.

### Il mercato italiano
Tra i modelli significativi prodotti per il mercato italiano si possono ricordare quello dell'835, prodotta dal 1954 al 1965 e prima riproduzione realistica di una locomotiva a vapore FS; quello della E.626 FS, prodotta dal 1948 al 1955, con una ripresa "per collezionisti" nel 1959-1960; le varie versioni del modello della E.424 FS, prodotte dal 1952 senza interruzione e con continui miglioramenti; e quelli delle E.428 FS, la cui riproduzione della prima serie (E.428.001-096), entrata in produzione nel 1966, sosteneva ancora egregiamente il giudizio tecnico nel 1982.

### Il mercato statunitense
Il mercato statunitense apprezzò molto i modelli delle gigantesche locomotive a vapore articolate come la Big Boy dell'Union Pacific Railroad, in produzione dal 1967, mai uscita dal catalogo e prodotta in quasi un milione di esemplari, e H-8 Allegheny della Chesapeake & Ohio, che era stata scelta dall'autorevole rivista statunitense Model railroader quale miglior "Locomotiva dell'anno 2001" e miglior "Prodotto del settore fermodellistico dell'anno 2001". Da ricordare anche i primi modelli di locomotive a vapore statunitensi: la 0-4-0T Dockside tipo C16 Baltimore & Ohio, prodotta dal 1948 al 1977 e venduta in "decine di migliaia" di unità per i mercati italiano e statunitense, l'"Atlantic" della Southern Pacific dalla cui "italianizzazione" fu ricavata la prima locomotiva a vapore italiana e la macchina del treno Hiawatha, classe A della Milwaukee Road, che sul mercato dell'antiquariato raggiunse quotazioni eccezionali.

### Il mercato tedesco
Una volta cessata la collaborazione con la Trix la Rivarossi iniziò autonomamente a sviluppare progetti per il mercato tedesco.
Tra le locomotive a vapore tedesche spiccano le articolate Gt 2x4/4 poi BR 96 e BR 98, la BR 77¹ giudicata "la migliore tra le locomotive a vapore da essa costruite" e la BR 59.
Tra le locomotive elettriche si cita il modello della DB 118 (già E 18), che nonostante la sua età nel 1993 sosteneva ancora bene il confronto con analoghi modelli di produzione Märklin e Roco.

### Modelli di prestigio
Da segnalare la serie "Modello H0 Oro" costituita da modelli di locomotive e carrozze scelte fra i più significativi e placcati a imitazione dell'ottone.
Notevoli i modelli di carrozze dei tipi costruttivi della prima metà del Novecento della Compagnie Internationale des Wagons-Lits.
Alla fine degli anni Settanta fu avviata una linea produttiva in scala 0, denominata "Capolavori 0", di modelli prodotti completamente a mano.

### Collaborazioni con altre ditte straniere
Accordi commerciali con varie ditte, tra cui quello con la tedesca Trix in base al quale la ditta tedesca commercializzò molti prodotti di quella italiana e viceversa, inserendoli nei rispettivi cataloghi, permisero all'azienda di penetrare in mercati "difficili" come quello tedesco.
Fin dall'inizio la Rivarossi assunse il ruolo di importatrice per l'Italia dei prodotti di ditte specializzate, dapprima nella produzione e vendita di giocattoli generici e poi solo di prodotti per il modellismo, non solo ferroviario. Tali prodotti, per circa un ventennio, furono descritti in appositi cataloghi. Poi si ritenne sufficiente offrire direttamente i cataloghi di vendita originali.
Tale linea commerciale rispondeva alla necessità, molto sentita da parte degli acquirenti italiani, di disporre di prodotti per la costruzione di plastici e di diorami, e fu seguita, tra gli altri, dal pioniere italiano del settore Italo Briano coi suoi marchi Modelprodotti e Modelcarta

### Binari, accessori e componentistica
Interessante anche la produzione di accessori, iniziata fin dal 1947. Spiccano il sistema dei binari e deviatoi, attentamente progettato e ingegnerizzato, le riproduzioni di vere stazioni e di veri fabbricati d'esercizio delle FS e di semafori ad ala e fissi, collegati ai sistemi di comando della circolazione dei convogli.. Anche questi componenti furono brevettati.

### Rivarossi e Pocher
Rivarossi diventò socia di minoranza nel 1963 e proprietaria nel 1974 della Pocher, altra importante ditta italiana del settore, inserendo così nel proprio catalogo la sua produzione di modelli ferroviari e commercializzando la sua prestigiosa produzione di autovetture in scala 1:8, giudicate dalla stampa specializzata ai vertici del modellismo mondiale.
Tra i modelli realizzati dalla Pocher a Torino nel 1963 su richiesta della Rivarossi (nella persona dell'ingegner Brunner) si cita quello della locomotiva Bayard, eseguito in 875 pezzi e probabilmente "il primo modello di serie in Europa costruito in tutto ottone".
Un caso speciale è quello dal modello dell'elettrotreno FS ALe 803, progettato dalla Pocher e presentato come novità nel 1965, quando già la ditta torinese era diventata una divisione di quella comasca, che fu l'unico modello di elettrotreno italiano prodotto dalla Rivarossi durante la direzione aziendale di Alessandro Rossi (nel 1997, durante la "nuova gestione", fu prodotto il modello dell'elettrotreno FS ETR.200).
Le scelte aziendali della Pocher, dipendenti dall'origine come orafo del suo fondatore, si caratterizzarono dapprima come tipiche dell'alto artigianato e solo dal 1963 circa, dopo l'ingresso nella proprietà della Rivarossi, cominciarono a orientarsi verso la produzione di massa.

### Riferimenti
1. ↑   Giorgio Giuliani, Incontro col fondatore: Alessandro Rossi, su rivarossi-memory.it. URL consultato il 17 luglio 2013.
2. ↑  Giorgio Giuliani, Alessandro Rossi non c'è più
3. ↑  Emanuele Caso, Modellismo, morto il «papà» dei trenini Rivarossi, in Corriere della Sera, 17 ottobre 2010, p. 13
4. ↑  Regione del Veneto. Comunicato stampa nº 1868 del 16/10/2010, Il cordoglio di Zaia per Alessandro Rossi: “Un uomo che ha fatto sognare milioni di bambini"
5. ↑  Giuliani 2011, p. 32.
6. ↑  Massimo Ciarapica, Ritorno ad Albese. La prima sede della Rivarossi spa-Como (Italy)
7. ↑  Giorgio Giuliani, Lo stabilimento di Sagnino. Archiviato il 27 aprile 2014 in Internet Archive.
8. ↑  Giorgio Giuliani, Il meccano di Rivarossi
9. 1 2 3  Giuliani 2007, pp. 48-55.
10. ↑  Cosa intendeva Rivarossi con HO Archiviato il 3 aprile 2010 in Internet Archive.
11. ↑  La scala di Rivarossi: una gatta da pelare.
12. ↑  E632 - Quale scala??.
13. ↑  Giuliani 2007, p. 48.
14. ↑  00 Rivarossi. Catalogo generale di vendita 1946, Cassano Albese, Rivarossi, 1946
15. ↑  AE2002 VE2002.
16. ↑  Gabriele Montella, La Littorina di Rivarossi
17. ↑  Rivarossi e AHM Archiviato il 17 ottobre 2010 in Internet Archive.
18. ↑  Cataloghi pubblicati. Cataloghi per modellisti
19. ↑  Rivarossi e Lionel Electric Trains Archiviato l'8 novembre 2010 in Internet Archive..
20. ↑  Giuseppe Zuccolillo, Rivarossi e Trix Archiviato il 17 ottobre 2010 in Internet Archive.
21. ↑  A titolo di curiosità
22. ↑  Catalogo generale di vendita. Atlas-Rivarossi 1968-1969, Como, Rivarossi, 1968.
23. ↑  Catalogo generale di vendita 1966-67, Como, Rivarossi, 1966, p. 32, 66 e 75
24. ↑  [Ivo Angelini], Rivarossi, in Guy R. Williams, L'arte del modellismo ferroviario. Enciclopedia illustrata dei modelli ferroviari di ogni tempo e Paese, Milano, Mursia, 1975, p. [253]
25. ↑  Giorgio Giuliani, 10/03/2007 Incontro col FONDATORE: Alessandro Rossi
26. 1 2  Giorgio Giuliani, Luigi Rotasperti, stampista per Rivarossi Archiviato il 16 marzo 2010 in Internet Archive.
27. ↑  La mancata delocalizzazione
28. ↑  AHM, GHC, IHC Archiviato il 17 ottobre 2010 in Internet Archive.
29. ↑  Rivarossi: incontro col nuovo presidente, in I treni oggi, 6 (1985), n. 46, pp. 48-51
30. ↑   Rivarossi, dov'è finito il modellismo italiano?, su miol.it.
31. 1 2 3 4   Addio, mitica Rivarossi: cemento invece di trenini (PDF), in La provincia di Como, 29 aprile 2008 (archiviato dall'url originale il 16 novembre 2010).
32. ↑  Erminio Mascherpa, Rivarossi volta pagina, in I treni, 21 (2000), n. 218, p. 39
33. ↑  Vittorio Cervigni, Quel che bolle in pentola, in I treni, 23 (2002), n. 240, p. 45-47
34. ↑  Terremoto in casa Lima, in I treni, 24 (2003), n. 245, p. 44-45
35. ↑  LIMA, dipendenti in cassa integrazione. Un addio o un arrivederci?, in Tutto treno, 16 (2004), n. 175, p. 38.
36. ↑  Benedetto Sabatini, Lima, atto finale. Una realtà al bivio, in Tutto treno, 16 (2004), n. 178, p. 37-39
37. ↑  ViTrains alla ribalta, in I treni, 25 (2005), n. 272, pp. 56-57.
38. ↑  Hornby: il marchio Rivarossi Archiviato il 4 giugno 2012 in Internet Archive..
39. ↑  Museo Rivarossi
40. ↑  Hornby Visitor Centre - Margate UK.
41. ↑  Rivarossi, il trenino si è rotto: sparisce la collezione da sogno. Como, il proprietario inglese del marchio svende tutto, in Il Giorno. Como, 20 luglio 2017.
42. ↑  Treni: venduti i musei Rivarossi e Lima. Ceduti ad un negozio inglese raccolte di Como e Vicenza, Ansa, 17 luglio 2017.
43. ↑  Intitolazione del Piazzale dove sorgeva la Rivarossi ad Alessandro Rossi.
44. ↑  Giorgio Giuliani, 3 marzo 2013: monumento al mito
45. ↑   Proposta per un nuovo Museo Rivarossi, su ferramatori.it.
46. ↑  Massimo Cecchetti, HO Rivarossi. Presentazione
47. ↑  Digitalizzazione:
48. ↑  Mario Borio, HO Rivarossi. Indice ragionato
49. ↑  Rivarossi: incontro col nuovo presidente, in I treni oggi, 6 (1985), n. 46, p. 49
50. ↑  HO Rivarossi
51. ↑   Perché Italo Briano, su see.it. URL consultato il 27 ottobre 2010 (archiviato dall'url originale il 27 gennaio 2010).
52. ↑   Antonio Gamboni, I difficili inizi del fermodellismo italiano, su clamfer.it, 20 novembre 2009. URL consultato il 1º marzo 20 23 (archiviato dall'url originale il 31 luglio 2012).
53. ↑  La Federazione Italiana Modellisti Ferroviari (F.I.M.F.), in HO Rivarossi, 3 (1956), n. 13, p. 30
54. ↑  Gianfranco Regazzoli, Il Congresso F.I.M.F. 1966 in sintesi, in HO Rivarossi, 12 [1966), n. 74, p. 4161
55. ↑  Italo Briano, Storia delle ferrovie in Italia, vol. 1. Le vicende, Milano, Cavallotti, 1977, aletta di 1. di sovraccoperta e p. 277
56. ↑  Mario Borio, I collaboratori della rivista: Zeta-Zeta
57. ↑  Zeta-Zeta [Bruno Bonazzelli], Un'interessante primizia per gli amici di "HO", in HO Rivarossi, 5 (1958), n. 26, p. 26-29
58. ↑  Zeta-Zeta [Bruno Bonazzelli], Il Museo ferroviario di Roma, in HO Rivarossi, 5 (1959), n. 30, p. 8-12.
59. ↑  ACu [Aldo Cuneo], Genova in scala H0, in H0 Rivarossi, 2 (1955), n. 8, pp. 8-15.
60. ↑  ACu (HO RR).
61. ↑  L740/L280
62. ↑  ACu [Aldo Cuneo], Accelerati diretti e rapidi in HO, in HO Rivarossi, 2 (1956), n. 12, p. 30-31.
63. ↑  ACu [Aldo Cuneo], Ancora sulla velocità dei treni modello, in HO Rivarossi, 4 (1957), n. 19, p. 11.
64. ↑  Catalogo generale di vendita 1966-67, Como, Rivarossi, 1966, p. 2.
65. 1 2  Giorgio Giuliani, Silvano Bevini.
66. ↑  Giorgio Giuliani, Massimo Cecchetti, Amleto dalla Costa, il grafico di Rivarossi.
67. ↑  Massimo Cecchetti, Giorgio Mizzi illustratore per eccellenza.
68. ↑  Quirino Marignetti, Il Sistema Rivarossi Archiviato il 17 marzo 2010 in Internet Archive..
69. ↑   Intervista a Sergio Sabbadin, negoziante di Venezia.
70. 1 2  Manuale dei segnali, Como, Rivarossi, 1956
71. ↑  La manutenzione secondo HO Rivarossi
72. ↑  Massimo Cecchetti, Diamoci da fare!
73. ↑  I cataloghi parti staccate e parti di ricambio
74. ↑  Ricambi e divulgazione
75. ↑  Rivarossi 50°. Catalogo generale di vendita 1995, Como, Rivarossi, 1995, p. 3 Archiviato il 31 dicembre 2012 in Internet Archive.
76. 1 2  Rivarossi. 50 anni di modellismo ferroviario, Como, Rivarossi, 1995
77. ↑  Catalogo della mostra Un trenino lungo 50 anni, Milano, Museo nazionale della scienza e della tecnologia "Leonardo da Vinci", 1995
78. ↑  Claudio Granata, Brevetti USA.
79. ↑  ACu [Aldo Cuneo], Perché i treni elettrici 10 anni fa costavano di più, in HO Rivarossi, 3 (1957), n. 18, p. 32-33
80. ↑  Antonio Gamboni, I motori Rivarossi. 1946-1960.
81. ↑  Alessandro Civelli, I motori dal 1960.
82. ↑  Giorgio Stagni, Dentro la locomotiva: un'antologia di motori Rivarossi, Lima e Roco
83. ↑  Le serie in corrente alternata
84. ↑  Giorgio Vassallo Paleologo, L'evoluzione dei ganci Rivarossi.
85. ↑  Cfr. il Catalogo generale di vendita 1965-66, Como, Rivarossi, 1965, pp. 44-45 e il Catalogo delle parti di ricambio 1966, Como, Rivarossi, 1966, p. 92.
86. ↑  Suono, fumo e... odore, in I treni, 15 (1994), n. 148, p. 54-56
87. ↑   Marco Claudio Pardini, Il fumo delle vaporiere, su rivarossi-memory.it. URL consultato il 28 ottobre 2010 (archiviato dall'url originale il 9 novembre 2010).
88. ↑  Il fumo delle vaporiere
89. ↑  Gianni Carrara, Rivarossi e Revell Archiviato il 9 novembre 2010 in Internet Archive.
90. ↑  Prototipi inusuali: testimonianze sui criteri di scelta e di progetto
91. ↑   La produzione Rivarossi tra Rossi, Verdi e rr, su clamfer.it. URL consultato il 1º marzo 2023 (archiviato dall'url originale il 29 luglio 2012).
92. ↑  Le serie in corrente alternata.
93. ↑  Giorgio Giuliani, Le serie produttive di Rivarossi.
94. ↑  Catalogo generale di vendita 1947, Como, Rivarossi, 1947, p. 2.
95. ↑  Le serie economiche.
96. ↑  La Serie TrenHObby.
97. ↑  Antonio Gamboni, Le mie 835 FS Archiviato il 4 gennaio 2011 in Internet Archive.
98. ↑  Locomotiva a Vapore 0-3-0 Gr. 835
99. ↑  Catalogo generale di vendita 1954, Como, Rivarossi, 1954, p. 10
100. ↑  La martoriata storia della Gr. 835
101. ↑   Andrea F. Ferrari, E.626 Rivarossi (PDF), su rivarossi-memory.it. URL consultato il 1º marzo 2023 (archiviato dall'url originale il 4 marzo 2016).
102. ↑  Andrea F. Ferrari, Evoluzione della locomotiva elettrica FS E.626
103. ↑  Catalogo per collezionisti 1959, Como, Rivarossi, 1959, pp. n. num.
104. ↑  Erminio Mascherpa, Locomotive da battaglia. Storia del Gruppo E.626, Salò, Editrice Trasporti su Rotaie, 1981, pp. 117-119
105. ↑  Prove e confronti. Quattro E.424. Lima, Rivarossi, Bettiart, Märklin, in I treni oggi, 2 (1981), n. 10, p. 38-44
106. ↑  Luigi Voltan, Benedetto Sabatini, E 424 in scala, avanti tutti, in Tutto treno, 17 (2006), n. 199, p. 64-73
107. ↑  E 424 Rivarossi 1:80
108. ↑  Prove e misure. Locomotiva FS E.428. Rivarossi HO, in I treni oggi, 3 (1982), n. 22, p. 48-51
109. ↑  Luigi Voltan, Giganti in scala, una lunga storia, in Tutto treno, 14 (2002), n. 155, pp. 65-70.
110. ↑  Prove e misure. Locomotiva UP 4000 "Big Boy". Rivarossi HO, in I treni, 17 (1996), n. 175, p. 40-43
111. ↑  Prove e misure. Locomotiva 'Allegheny'. Rivarossi HO, in I treni, 23 (2002), n. 240, p. 39-43
112. ↑  Emilio Ganzerla, "Allegheny" di Rivarossi, in Mondo ferroviario, 17 (2002), n. 192, pp. 48-51.
113. 1 2  American railroading, in HO Rivarossi, 8 (1961), n. 45, pp. 8-11
114. ↑  B&O Steam Roster. Class A_D
115. ↑  Giorgio Giuliani, L'evoluzione della Dockside
116. ↑  Spy stories
117. ↑  Locomotiva a Vapore 4-4-2 Atlantic. Evoluzione del modello
118. ↑  Locomotiva a vapore FS 2-2-1
119. ↑  Locomotiva a Vapore Atlantic 4-4-2 Carenata "Hiawatha".
120. ↑  Cfr. il Rivarossi 50°.Catalogo generale di vendita 1995, Como, Rivarossi, 1995, p. 3 Archiviato il 31 dicembre 2012 in Internet Archive..
121. ↑  Prove e misure. Locomotiva DR 96. Rivarossi HO, in I treni oggi, 2 (1981), n. 7, p. 54-56
122. ↑  Locomotiva a Vapore DR Br 98 Mayer 0-2-2-0
123. ↑  Alessandro Casalini, Le articolate Mayer I TV, in Mondo ferroviario-Viaggi, 26 (2011), n. 285, pp. 46-49
124. ↑  Prove e misure. Locomotiva DR 77¹. Rivarossi HO, in I treni oggi, 7 (1986), n. 60, p. 48-51
125. ↑  Prove e misure. Locomotiva K del Württemberg. Rivarossi HO, in I treni, 15 (1994), n. 144, p. 48-51
126. ↑  Prove e confronti. Locomotive DB 118 (E 18). Märklin, Rivarossi, Roco HO, in I treni, 14 (1993), n. 139, p. 39-43
127. ↑  Giuliani, Rivarossi, op. cit., p. 51-52.
128. ↑  CIWL - Compagnie Internationale des Wagons Lits Archiviato il 5 gennaio 2011 in Internet Archive.
129. ↑  Giovanni Cornolò, Locomotiva Rivarossi in scala 0. Modello PLM 231 G, in Italmodel ferrovie, 28 (1978), n. 212, pp. 128-131.
130. ↑  Rivarossi e Trix Archiviato il 17 ottobre 2010 in Internet Archive..
131. ↑  Giorgio Giuliani, Il catalogo per modellisti.
132. ↑  Massimo Cecchetti, Gli edifici ferroviari di Rivarossi
133. ↑  In vetrina. Le nostre stazioni, in HO Rivarossi, 11 (1965), n. 68, pp. 3864-3866
134. ↑  PLA: ma al vero esiste ancora?
135. ↑   Quirino Marignetti, Il Sistema Rivarossi, su rivarossi-memory.it. URL consultato il 29 maggio 2010 (archiviato dall'url originale il 17 marzo 2010).
136. ↑  Giorgio Giuliani, Pocher Micromeccanica - Torino
137. ↑  Giorgio Giuliani, Breve storia della Pocher - Torino
138. ↑  Giorgio Giuliani, Le locomotive Pocher
139. ↑  Lomolino.
140. ↑  Lomolino, pp. 17-18, 46, 61.
141. ↑  Giorgio Giuliani, L'unica italiana di Pocher che diventò la sola elettromotrice FS di Rivarossi, in Tutto treno, 34 (2021), n. 363, p. 77.
142. ↑  Automotrice elettrica ALe 803 FS
143. ↑  Lomolino, pp. 13-14.